# Ельник с клюквенным болотом
Ельник с клюквенным болотом — памятник природы регионального (областного) значения Московской области, который включает ценные в экологическом, научном и эстетическом отношении природные комплексы, а также природные объекты, нуждающиеся в особой охране для сохранения их естественного состояния:
- участки редких в Московской области хвойных, мелколиственно-хвойных, хвойно-мелколиственных субнеморальных лесов; заболоченных мелколиственных лесов с верховыми болотами;
- места произрастания и обитания редких видов животных, растений и лишайников, занесённых в Красную книгу Московской области.

Памятник природы основан в 1988 году. Местонахождение: Московская область, городской округ Шаховская, в 250 м к востоку от деревни Игнатково, в 900 м к юго-востоку от деревни Андреевское. Общая площадь памятника природы составляет 254,40 га. Памятник природы включает квартал 32 Шаховского участкового лесничества Волоколамского лесничества.

## Описание
Территория памятника природы расположена в зоне распространения влажных и сырых моренно-водноледниковых равнин в осевой части Смоленско-Московской возвышенности и относится к бассейну реки Москвы.
Непосредственно в пределах памятника природы представлена основная поверхность моренно-водноледниковой равнины с холмами, участками древних ложбин стока и западинами в межхолмовых понижениях, современными балками, эрозионными и эрозионно-суффозионными ложбинами, в совокупности относящихся к междуречью рек Костинки и Латахи.
Дочетвертичный фундамент представлен известняками и доломитами карбона. Плейстоценовые отложения, слагающие верхний ярус рельефа (холмы, привершинные части морено-водноледниковой равнины) выполнены толщей песчаной морены с линзами валунно-галечникового материала, переслаивающейся тонкими, бессистемно залегающими горизонтами суглинков, местами выклинивающихся. Кровля песчаной морены неровная, выше залегает более молодая суглинистая с валунами морена. Нижний ярус рельефа — пониженные части морено-водноледниковой равнины, ложбины стока выполнены водноледниковыми отложениями — преимущественно песчаными с галькой, и тонкими прослоями суглинков субгоризонтального залегания. Моренные и водноледниковые отложения, за исключением днищ ложбин стока, перекрыты чехлом покровных суглинков. Мощность совместной толщи покровных суглинков и подстилающей их суглинистой морены крайне неравномерна на всей территории памятника природы, от девяти метров до полного выклинивания. Аналогичным образом местами выклиниваются покровные суглинки, залегающие на песчаных водноледниковых отложениях. Понижения плейстоценового рельефа в юго-западной части памятника природы заполнены голоценовым торфом.
Абсолютные высоты поверхности территории памятника природы изменяются от 205 м (урез воды безымянного ручья, впадающего в реку Латаху, на восточной границе памятника природы) до 231 м (высота вершины холма в юго-восточном углу памятника природы).
Участок основной поверхности моренно-водноледниковой равнины занимает примерно половину площади памятника природы, на абсолютных высотах 220—230 м. Поверхность равнины плоская, слабонаклонная (до 2°). В северной, центральной и юго-восточной частях памятника природы расположены холмы (длиной 100—300 м, шириной 50—800 м, высотой 5—10 м). Крутизна склонов холмов — 2—3°. Преобладают условия увлажнения влажных и сырых местообитаний, на наиболее дренированных участках — свежих. На значительной части равнины выражен суффозионный нанорельеф — чередование наноповышений и нанопонижений (± 0,3—0,5 м) площадью до нескольких квадратных метров, небольшие суффозионные и эрозионно-суффозионные ложбины на склонах. Суффозия — один из доминирующих рельефообразующих процессов на территории памятника природы.
Участок древней ложбины стока проходит через западную часть памятника природы. В юго-западной оконечности памятника природы ложбина стока расширяется до 430 м. Центральная часть ложа озеровидного расширения, имеющего площадь 8,6 га, заполнена голоценовым торфом. Неширокая перемычка отделяет это расширение от западины, находящейся восточнее (длина 350 м, ширина 180 м, площадь 6,2 га). Центральная часть западины также сложена торфом. Поверхности двух образовавшихся здесь верховых болот, имеющие слабовыпуклый поперечный профиль, осложнены биогенными формами рельефа — растительными кочками (диаметром до 0,8 м, высотой до 0,5 м). В настоящее время в пределах болот действуют процессы торфонакопления и образования растительных кочек. По периферии болот повсеместно выражен суффозионный нанорельеф, идут суффозионные процессы.
Участок другой древней ложбины стока входит в состав памятника природы на его восточной окраине, в днище ложбины вложена современная долина ручья, имеется донный врез (ширина вреза 1 м, глубина до 0,5 м). В русле действуют естественные процессы эрозии и аккумуляции постоянных и временных водотоков. Отрог, расположенный западнее, и имеющий длину 300 м, представляет современную эрозионную форму — балку.
Условия увлажнения в днищах древних ложбин стока вне болот соответствуют влажным и сырым местообитаниям.
Территория памятника природы относится к бассейнам малых рек Костинки и Латахи, левых притоков реки Рузы. К водным объектам памятника природы относятся два верховых болота, ручей — приток реки Латахи в восточной части памятника природы (длина в пределах памятника природы — 2,3 км) и сочения грунтовых вод в днищах древних ложбин стока.
В почвенном покрове памятника природы преобладают дерново-подзолисто-глеевые, перегнойно-глеевые, торфяные олиготрофные и эутрофные почвы. Пятнами представлены дерно-подзолистые почвы и дерново-подзолы глеевые. На основной поверхности морено-водноледниковой равнины и недостаточно дренированных склонах и вершинных поверхностях холмов на покровных суглинках сформированы дерново-подзолисто-глеевые почвы. На локальных участках холмов со свежими гигротопами представлены дерново-подзолистые почвы. Во влажных гигротопах в местах выхода на дневную поверхность песков фиксируются дерново-подзолы глеевые. В сырых днищах древних ложбин стока, в днище балки, в днищах современных ложбин, а также на участках развития суффозионного нанорельефа рельефа со сходными условиями увлажнения преобладают перегнойно-глеевые почвы. Почвенный покров болот представлен торфяными олиготрофными почвами, по периферии — торфяными эутрофными почвами.

### Флора и растительность
На территории памятника природы преобладают еловые, березово-осиново-еловые и елово-осиново-березовые субнеморальные леса, заболоченные березовые леса, верховые болота.
Еловые с участием березы и осины лещиновые кислично-зеленчуковые и кислично-вейниково-зеленчуковые субнеморальные леса с черникой, вейником лесным, хвощом лесным, седмичником европейским, майником и папоротниками (щитовник мужской, щитовник картузианский, кочедыжник женский, орляк) сохранились на отдельных участках памятника природы. В них, кроме ели (диаметр стволов 55 см), березы и осины, иногда встречаются старые крупные сосны (диаметр стволов 60 см). Эти леса произрастают во влажных местообитаниях на морено-водноледниковой равнине и холмах.
Для центральной части памятника природы, для свежих гигротопов, характерны коротко-производные березовые старовозрастные высокоствольные леса со вторым ярусом из ели и елью в подросте кислично-зеленчуково-вейниковые с черникой, вейником лесным, майником двулистным, хвощем лесным и зелеными мхами, произрастающие на месте еловых лесов. В этой же части памятника природы имеются кислично-зеленчуковые елово-березовые леса с подростом ели и рябины, ивой козьей. В них обильны папоротники, майник двулистный, хвощ лесной, фиалка теневая, встречается крушина ломкая, малина и лещина обыкновенная, звездчатка дубравная, щитовник расширенный, двулепестник альпийский, живучка ползучая, местами — сныть обыкновенная, фегоптерис буковый. Диаметр стволов березы 40 см, в лесу встречаются единичные старые сосны диаметром 45 см и осины диаметром 35—40 см.
В березняках с елью и единичной сосной чернично-вейниковых преобладают таёжные виды: кислица обыкновенная, майник, седмичник европейский, ожика волосистая и зеленые таёжные мхи; встречается любка двулистная (редкий и уязвимый вид, не включенный в Красную книгу Московской области, но нуждающийся на территории области в постоянном контроле и наблюдении). В понижениях встречаются сфагновые мхи, черника, хвощ лесной, крушина ломкая.
Елово-осиновые и осиново-еловые леса с участием липы во втором ярусе кислично-зеленчуковые с подростом ели и липы, с осокой пальчатой, живучкой ползучей в травяном ярусе отмечены в западной части памятника природы. Диаметр стволов старых осин 45—50 см, диаметр стволов елей 45—50 см.
Березовые леса с елью, ольхой серой и липой во втором ярусе, обильным подростом ели, крушиной, малиной, кислично-широкотравные с зеленчуком, звездчатками жестколистной и дубравной, живучкой, снытью, щитовником картузианским и расширенным произрастают в западной части памятника природы.
Сырые еловые с осиной и единичной старой сосной влажнотравно-папоротниковые леса встречаются в понижениях с суффозионным нанорельефом недалеко от болот и заболоченных лесов. В этих лесах диаметр стволов елей и осин составляет около 55 см, растут скерда болотная, щучка дернистая, хвощ лесной, фиалка лысая, майник, копытень европейский, дудник лесной и папоротники, в основном кочедыжник женский.
Старые еловые с березой лещиновые леса кислично-чернично-вейниковые с пятнами сфагновых и зеленых мхов отличаются присутствием таёжных видов травянистых растений: в них обычны майник двулистный, седмичник европейский, двулепестник альпийский, фиалка теневая, растет крушина ломкая. В этих лесах встречаются отдельные старые сосны, редко — липы (видимо, сохранившиеся от старых лесокультур), обилен подрост рябины. Здесь есть участки сильно поврежденных короедом-типографом еловых лесов и участки загущенных средневозрастных еловых лесокультур с единичными старыми соснами (диаметром до 70—100 см) и осинами (диаметр стволов до 60 см) кислично-зеленчуковых. Прохождение неглубоких суффозионных ложбин через эти ельники маркирует ольха серая.
Ольхово-еловые с осиной сорнотравно-влажнотравно-папоротниковые участки леса имеются в южной части памятника природы. В них присутствуют крапива двудомная, недотрога обыкновенная, зеленчук жёлтый, кислица, кочедыжник женский, щитовник картузианский, чистотел большой, звездчатка дубравная, лютик ползучий, таволга вязолистная, гравилат речной, хвощ речной, копытень и звездчатка жестколистная.
В заболоченных пушистоберезовых влажнотравно-осоковых лесах с единичной сосной (диаметр стволов 30 см), группами старой ольхи чёрной, окружающих верховые болота, обильны осоки — пузырчатая, острая и сближенная, белокрыльник болотный, вейник сероватый, сабельник болотный, встречаются крушина ломкая, щитовник картузианский, сфагновые мхи, на приствольных повышениях растут черника и пушица влагалищная.
Березняки с участием сосны, подростом ели и сосны сфагновые с пятнами осоковых, черничных и белокрыльниковых развиты по окраинам верхового болота в юго-западной части памятника природы. Ближе к болоту в них увеличивается доля сосны. Березы в краевой части болота имеют диаметр стволов 12—15 см, есть подрост ели высотой 1—5 м, сосны — 1—2 м. На стволах сосен единичны лишайники из рода эверния, на ветвях елей зафиксирована уснея жестковолосатая (вид, занесенный в Красную книгу Московской области).
Довольно крупное верховое болото сосновое кустарничково-сфагновое, приуроченное к расширению древней ложбины стока в юго-западной части памятника природы, отличается обилием багульника болотного, черники и мирта болотного. Несколько меньшее обилие у клюквы; группы голубики встречаются местами. Из травянистых растений единично встречаются осоки вздутая и чёрная, пушица влагалищная. На некоторых участках болота, в основном, в его краевых частях, обильна морошка приземистая (вид, занесенный в Красную книгу Московской области), которая здесь цветет и плодоносит. Диаметр стволов сосен в центральной части болота — 22—25 см, в окраинной — до 30—32 см.
Другое верховое болото — сосновое кустарничково-сфагновое с багульником, миртом, клюквой, черникой и морошкой, расположено восточнее, в западине. Пушица влагалищная и осоки чёрная и пузырчатая встречаются единично. Диаметр стволов сосен составляет 30 см, на стволах старых упавших сосен зафиксирована уснея жестковолосатая. Болото окружено заболоченным березняком (диаметр стволов 15 см) сфагновым осоково-пушицевым с участием сосны, подростом ели (высота 1,5—3 м), березы и сосны, крушиной ломкой, есть участки березовых ивняковых осоково-чернично-сфагновых болот с подростом ели, на сухих веточках которой растет уснея жестковолосатая; обильна гипогимния вздутая.
На небольших лесных прогалинах папоротниково-влажнотравных обычны кочедыжник женский, хвощи лесной или луговой, бодяк разнолистный, таволга вязолистная, гравилат речной, недотрога обыкновенная, скерда болотная. Заболоченные обширные прогалины осоково-таволговые отличаются присутствием осок пузырчатой и чёрной, таволги вязолистной, шлемника обыкновенного, сабельник болотного, мяты полевой, вейника сероватого, кустарниковых ив и подроста ольхи серой. Оба типа растительных сообществ приурочены к участкам суффозионного нанорельефа с условиями увлажнения сырых местообитаний.
Лесные опушки образованы ольхой серой, черемухой и рябиной; под ними растут крапива, дудник, зеленчук, щитовник картузианский, дрема лесная, звездчатка дубравная, гравилат речной, малина. В этих опушечных сероольшаниках встречаются отдельные старые ели с диаметром стволов до 55 см.
В сырых днищах древних ложбин стока вне болот, в днище балки, в современных ложбинах растут сероольшаники таволгово-крапивные. Наиболее характерны эти сообщества для юго-западных окраин и северной части памятника природы.
На лугах по краям лесных массивов обильны ежа сборная, овсяница луговая, тимофеевка луговая, василек луговой, дудник лесной, щучка дернистая, осоки опушенная, колосистая и заячья, хвощ луговой и кустарниковые ивы.

### Фауна
Животное население памятника природы отличается репрезентативностью для соответствующих природных сообществ Московской области. На его территории отмечено обитание 59 видов наземных позвоночных животных, в том числе трех видов амфибий, двух видов рептилий, 43 видов птиц и 11 видов млекопитающих.
Основу фаунистического комплекса наземных позвоночных животных памятника природы составляют виды, характерные для хвойных (преимущественно еловых) и смешанных лесов Нечернозёмного центра России. Абсолютно преобладают виды, экологически связанные с древесно-кустарниковой растительностью. Незначительная доля синантропных видов, тяготеющих к близлежащим населённым пунктам и встречающихся только по опушкам лесного массива, свидетельствует о высокой степени сохранности и целостности природного комплекса.
В пределах памятника природы выделяются следующие хорошо различающиеся зоокомплексы (зооформации): зооформация хвойных и смешанных субнеморальных лесов, зооформация верховых болот и сфагновых сосняков, зооформация сырых приопушечных мелколиственных лесов.
Зооформация хвойных и хвойно-мелколиственных субнеморальных лесов занимает большую часть территории памятника природы, господствуя в еловых, смешанных осиново-еловых и березово-еловых древостоях с участием сосны и липы и развитым вторым ярусом и подростом ели. Обильный кустарниковый ярус с участием лещины создает здесь хорошие защитные и кормовые условия.
Основу животного населения в этих местообитаниях составляют типичные таёжные виды как европейского (рыжая полевка, лесная куница, вяхирь, крапивник, пеночка-теньковка, славка-черноголовка, желтоголовый королек, зарянка, чёрный дрозд, певчий дрозд, зяблик), так и сибирского происхождения (обыкновенная белка, рябчик, желна, рябинник, зелёная пеночка). С еловыми лесами памятника природы связана в своем распространении серая жаба.
Зооформация верховых болот и сфагновых сосняков занимает сравнительно небольшую площадь на территории памятника природы, но является весьма своеобразной. Из птиц доминируют лесной конек; по окраинам болот гнездятся тетерев (редкий и уязвимый вид, не включенный в Красную книгу Московской области, но нуждающийся на территории области в постоянном контроле и наблюдении), рябчик. Чаще, чем в других местообитаниях, встречаются в зрелых сфагновых сосняках обыкновенная горихвостка, серая мухоловка, чиж. На более крупном верховом болоте гнездится чеглок. В заболоченных сфагновых сосняках встречается травяная лягушка, на более сухих участках — живородящая ящерица. Отмечено обитание обыкновенной гадюки — вида, занесенного в Красную книгу Московской области.
С хвойными насаждениями памятника природы всех типов связаны большой пестрый дятел, сойка, пухляк, пеночка-весничка.
Зооформация мелколиственных лесов распространена преимущественно на периферии лесного массива памятника природы и связана с сырыми березняками и сероольшаниками, местами с участием ели и липы, обильным подлеском из черемухи, крушины, рябины, малины и широкотравным напочвенным покровом, повсюду переходящими в густые кустарниковые опушки. Характерными обитателями этих опушечных мелколиственных лесов являются обыкновенный еж, обыкновенный крот, полевая мышь, малый пестрый дятел, иволга, обыкновенный жулан, серая ворона, сорока, мухоловка-пеструшка, пеночка-трещотка, садовая и болотная камышевки, садовая славка, большая синица, лазоревка, ополовник, обыкновенная чечевица, щегол, обыкновенная овсянка, остромордая лягушка. На приопушечных луговых участках к ним присоединяются обыкновенная полевка, белая трясогузка, деревенская ласточка, обыкновенный скворец и другие луго-полевые виды, частично связанные с окружающими населёнными пунктами.
На территории памятника природы повсеместно встречаются характерные лесные или вообще широко распространенные виды животных: обыкновенная бурозубка, обыкновенная лисица, заяц-беляк, лось, кабан, перепелятник, канюк, обыкновенная кукушка, ворон, обыкновенный поползень.

## Объекты особой охраны памятника природы
Охраняемые экосистемы: еловые с участием березы и осины лещиновые кислично-зеленчуковые и вейниково-чернично-зеленчуковые леса; елово-осиновые и осиново-еловые леса с участием липы кислично-зеленчуковые; сырые еловые леса с осиной и старыми соснами влажнотравно-папоротниковые; еловые леса с березой и сосной кислично-чернично-вейниковые с пятнами сфагновых и зеленых мхов; заболоченные пушистоберезовые влажнотравно-осоковые и осоково-пушицевые леса; березовые леса с участием сосны сфагновые с пятнами осоковых, черничных и белокрыльниковых; верховое болото сосновое кустарничково-сфагновое; березовые ивняковые осоково-чернично-сфагновые болота.
Места произрастания и обитания охраняемых в Московской области, а также иных редких и уязвимых видов растений, лишайников и животных, зафиксированных на территории памятника природы, перечисленных ниже, а также тетерева.
Охраняемые в Московской области, а также иные редкие и уязвимые виды растений:
- виды, занесенные в Красную книгу Московской области: морошка приземистая;
- виды, являющиеся редкими и уязвимыми таксонами, не включенные в Красную книгу Московской области, но нуждающиеся на территории Московской области в постоянном контроле и наблюдении: любка двулистная.

Охраняемый вид лишайников, занесенный в Красную книгу Московской области: уснея жестковолосатая.
Охраняемый в Московской области вид животных, занесенный в Красную книгу Московской области: обыкновенная гадюка.